# 미카미 요스케
미카미 요스케(일본어: 三上 陽輔, 1992년 5월 5일~)는 일본의 축구 선수이다.

## 구단 경력
그는 2010년부터 2023년까지 J리그의 콘사돌레 삿포로, 카탈레 도야마, AC 나가노 파르세이루, 블라우블리츠 아키타에서 활동하였다.